# 金洗沢古墳
金洗沢古墳（かねあらいさわこふん）は、現在の宮城県仙台市太白区西多賀1丁目にある古墳である。

## 概要
直径約15メートルの円墳だが、未調査で遺物が知られず、年代不明である。古墳の名は近くを流れる金洗沢に由来する。旧国道286号が金洗沢を金洗沢橋で渡って数十メートル西、道路の南側（橋から見て左側）にある。古墳の片側が道路によって大きく切り取られている。国道286号の前身は笹谷街道で、昔は古墳の北ではなく、すぐ南側を通っていた。昔から民有地の裏にあり、多賀神社の分社という祠がある。

1930年頃に松本彦七郎が見たところでは、直径約12メートル、高さ約3メートルの円墳であった。太平洋戦争中には防空壕が掘られた。